# Hermann Welsch (Mediziner, 1928)
Hermann Welsch (* 29. März 1928 in Dachau; † 14. Dezember 2022 in München) war ein deutscher Gynäkologe und Hochschullehrer.

## Werdegang und Werk
Welsch war Facharzt für Frauenheilkunde und Geburtshilfe. Er wurde 1969 über die Prophylaxe der gestationsbedingten Rhesus-Sensibilisierung habilitiert. Ein Jahr später wurde er Leitender Oberarzt und 1975 apl. Professor. Der Schwerpunkt seines Wirkens lag auf der Geburtshilfe. Von 1979 bis 1992 arbeitete er an der Klinik und Poliklinik für Frauenheilkunde und Geburtshilfe, Klinikum der Universität München-Großhadern.
Welsch war Ehrenmitglied der Bayerischen Gesellschaft für Geburtshilfe und Frauenheilkunde.

## Publikationen (Auswahl)
- mit Fritz Heinz, Gert Lagally, Konrad Stuhlfauth: Fettresorption aus Frauenmilch bei Neugeborenen In: Klinische Wochenschrift Band 43, 1965, S. 902–904.
- Mütterliche Mortalität In: Archives of Gynecology and Obstetrics Band 245, 1989, S. 321–328, doi:10.1007/BF02417303.
- Mütterliche Sectio-Sterblichkeit – eine kritische Bilanz In: Archives of Gynecology and Obstetrics Band 257, 1995, S. 206–215, doi:10.1007/BF02264824.
- mit Arthur Wischnik, Rainer Lehner: Müttersterblichkeit In: Henning Schneider, Peter Husslein, Karl-Theo M. Schneider (Hrsg.): Die Geburtshilfe S. 1181–1194, doi:10.1007/978-3-662-45064-2_54.